# Lode Van Hecke
Lode Van Hecke (Roeselare, 16 marzo 1950) è un vescovo cattolico belga, dal 30 giugno 2025 vescovo emerito di Gand.

## Biografia
Lode Van Hecke è nato a Roeselare il 16 marzo 1950, secondo di cinque fratelli.

### Formazione e ministero sacerdotale
Ottiene una licenza in filosofia all'Università di Lovanio e il 24 settembre 1976 entra nell'abbazia trappista di Orval ed emette i voti perpetui il 6 marzo 1983. Ha conseguito la licenza in teologia presso l'Università di Lovanio nel 1988, ed è stato ordinato sacerdote dal vescovo André-Joseph Léonard il 20 agosto 1995.
Ha lasciato l'abbazia per lavorare a Roma come segretario dell'abate generale dell'Ordine cistercense della stretta osservanza dal 2002 al 2004. Tornato a Orval nel 2005, è diventato di nuovo priore ed il 25 gennaio 2007 è stato eletto abate della stessa abbazia.

### Ministero episcopale
Il 27 novembre 2019 papa Francesco lo ha nominato vescovo di Gand,; primo trappista ad accedere all'episcopato in Belgio. È stato consacrato nella cattedrale di San Bavone dal cardinale Jozef De Kesel il 23 febbraio 2020.
Nel settembre del 2022 i vescovi belgi di lingua fiamminga - Jozef De Kesel di Malines-Bruxelles, Johan Jozef Bonny di Anversa, Lodewijk Aerts di Bruges, Lode Van Hecke di Gand e Patrick Hoogmartens di Hasselt – hanno una pubblicato una liturgia per la benedizione delle coppie omosessuali.
Il 30 giugno 2025 papa Leone XIV accoglie la sua rinuncia al governo pastorale della diocesi per raggiunti limiti di età.

## Opere
- Le désir dans l'expérience religieuse: l'homme réunifié: Relecture de Saint Bernard, Cerf, 1990.
- Méditer avec saint Bernard, Salvator, 2015. (ISBN 978-2-7067-1215-9)

## Genealogia episcopale
La genealogia episcopale è:
- Cardinale Scipione Rebiba
- Cardinale Giulio Antonio Santori
- Cardinale Girolamo Bernerio, O.P.
- Arcivescovo Galeazzo Sanvitale
- Cardinale Ludovico Ludovisi
- Cardinale Luigi Caetani
- Cardinale Ulderico Carpegna
- Cardinale Paluzzo Paluzzi Altieri degli Albertoni
- Papa Benedetto XIII
- Papa Benedetto XIV
- Papa Clemente XIII
- Cardinale Marcantonio Colonna
- Cardinale Giacinto Sigismondo Gerdil, B.
- Cardinale Giulio Maria della Somaglia
- Cardinale Carlo Odescalchi, S.I.
- Vescovo Eugène de Mazenod, O.M.I.
- Cardinale Joseph Hippolyte Guibert, O.M.I.
- Cardinale François-Marie-Benjamin Richard
- Cardinale Pietro Gasparri
- Cardinale Clemente Micara
- Cardinale Jozef-Ernest Van Roey
- Cardinale Léon-Joseph Suenens
- Cardinale Godfried Danneels
- Cardinale Jozef De Kesel
- Vescovo Lode Van Hecke, O.C.S.O.